# Regiones de Tabasco
El Estado de Tabasco, en el sureste de México, cuenta con dos tipos de regionalización, la económica y la productiva.

## Regiones económicas

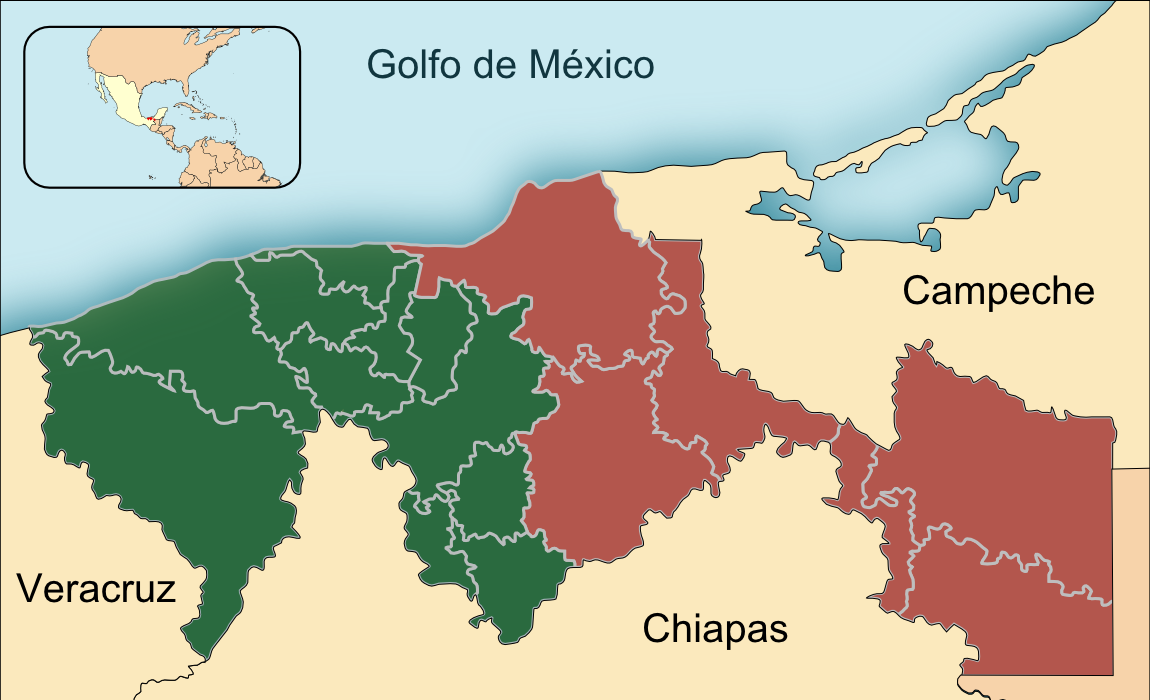
Regiones económicas del estado de Tabasco.
Región Grijalva (color verde)
Región Usumacinta (color rojo)

Las regiones económicas, fueron implementadas con la finalidad de identificar las características y potencialidades del estado, para de esta forma, planear y poner en práctica estrategias de crecimiento y desarrollo acorde a los requerimientos de las diferentes regiones.
De esta forma, se dividió al estado en dos regiones económicas:
- Región Grijalva
- Región Usumacinta

### Región Grijalva
Es la región más poblada del estado y la de mayor crecimiento industrial y comercial, y donde se localizan los más importantes centros urbanos del estado. 
Se caracteriza por una fuerte actividad petrolera y agroindustrial. En esta región se localizan dos de los tres ingenios azucareros del estado, el puerto petrolero de Dos Bocas, la Cd. Industrial de Villahermosa, así como 4 parques industriales más, así como la mayoría de los campos petroleros productores, y las grandes extensiones de cultivos como el plátano, piña, cítricos, cacao y caña de azúcar.
Los municipios que la integran son 
- Cárdenas
- Centro
- Comalcalco
- Cunduacán
- Huimanguillo
- Jalapa
- Jalpa de Méndez
- Nacajuca
- Paraíso
- Tacotalpa
- Teapa

### Región Usumacinta
Se localiza al oriente del estado en la cuenca del río Usumacinta, los municipios que la integran son:
- Balancán
- Centla
- Emiliano Zapata
- Jonuta
- Macuspana
- Tenosique

Esta región se caracteriza por estar constituida por los municipios que están más alejados de la capital del estado. Además de ser municipios eminentemente rurales. 
Es una región de menor desarrollo que la Región Grijalva, y cuenta con escasa actividad industrial. Se caracteriza por tener grandes extensiones dedicadas a la ganadería extensiva y a la agricultura. El municipio más industrializado es Macuspana, el cual cuenta con una fuerte actividad petrolera, al tener el Complejo Procesador de Gas de Cd, PEMEX, y una planta productora de cemento en todo el mundo.
En esta región los cultivos más importantes son sandía, caña de azúcar, melón, chile, sorgo y arroz.
Los índices de crecimiento son mucho más bajos que en la Región Grijalva y en contraste el índice de marginación es más alto. El gobierno del estado ha implementado programas de desarrollo rural, mecanización agrícola y programas de fomento a la ganadería. 
Las pocas industrias importantes que existen están ubicadas en el Municipio de Macuspana siendo el más desarrollado y poblado de la Región y las microindustrias de consumo local que están conformadas por productos lácteos y artesanales están ubicadas en los municipios restantes de dicha región.
La pesca es quizá la actividad más desarrollada, ya que en esta región se localiza el puerto de Frontera, que es considerado el principal polo pesquero del estado, también en los municipios de Jonuta y Emiliano Zapata existe una importante actividad pesquera en aguas interiores.

## Regiones productivas
El estado de Tabasco se divide en regiones productivas o también llamadas subregiones, las cuales agrupan a municipios con características geográficas y productivas similares. De esta forma, los 17 municipios de la entidad, quedaron agrupados en cinco regiones productivas o subregiones. Es la regionalización más difundida y usada. 

### Subregión Centro
Su nombre hace alusión tanto a su ubicación geográfica, en el centro del estado, como a su estatus político, pues es en esta subregión donde se encuentra la capital del estado y la sede de los poderes estatales, la ciudad de Villahermosa.
Los municipios que la integran son:
- 1. Centro
- 2. Nacajuca
- 3. Jalpa de Méndez

Esta subregión se encuentra dentro de la región hidrográfica del río Grijalva; a la que también pertenecen la Chontalpa y la Sierra. Su superficie es de 2572,84 km², lo que representa el 10.51% del total del estado; y su población, según cifras del INEGI era de 838 781 habitantes en el año 2010, es decir, el 36.39% de la población total de la entidad.
Es la de mayor concentración comercial e industrial, ya que es aquí en donde se ubica la ciudad de Villahermosa.
Está formada por tres municipios, los cuales presentan un alto porcentaje de población indígena, sobre todo en el municipio de Nacajuca. Algunos textos, en los que se sigue considerando la anterior división del estado en cuatro subregiones (no existía la subregión de los Pantanos), los municipios de Nacajuca y Jalpa de Méndez se incluyen en la subregión de la Chontalpa y la subregión está constituida únicamente por el municipio del Centro.
Esta subregión está formada por terrenos en su mayoría bajos y algunas zonas pantanosas principalmente en los municipios de Centro y Nacajuca. 
Las principales actividades son la industria y el comercio, así como la agricultura y ganadería, destacando los cultivos de maíz, papaya, plátano y cacao.
En cuanto al turismo, destaca el Parque-Museo La Venta, el parque zoológico "Yumká", el Museo Regional de Antropología "Carlos Pellicer Cámara", el Museo de Historia Natural y el Museo de Historia de Tabasco todos en la ciudad de Villahermosa, también la ciudad cuenta con hoteles, restaurantes, centros nocturnos, plazas comerciales, dos centrales de autobuses y el Aeropuerto Internacional "CPA Carlos Rovirosa Pérez" el tercero de mayor tráfico aéreo del sureste del país, solo superado por los aeropuertos de Cancún y Mérida. En la ciudad de Jalpa de Méndez está la iglesia de San Francisco, mientras que en la ciudad de Nacajuca se localiza la iglesia de San Antonio de Padua.

### Subregión Chontalpa
Se localiza en la parte más occidental del estado. Su nombre deriva del grupo étnico "chontal", debido a que este se ha asentado en esta área desde antes de la llegada de los españoles. La ciudad más importante de esta subregión es la ciudad de Heroica Cárdenas.
Los municipios que la integran son:
- 1. Huimanguillo
- 2. Cárdenas
- 3. Comalcalco
- 4. Paraíso
- 5. Cunduacán

Esta subregión se encuentra dentro de la región hidrográfica del río Grijalva; a la que también pertenecen el Centro y la Sierra. Su superficie es de 7606,09 km², lo que representa el 31.08% del total del estado; y su población, según cifras del INEGI era de 833 604 habitantes en el año 2010, es decir, el 38.82% de la población total de la entidad.
Es la subregión más occidental del estado, y es la que concentra el mayor número de habitantes.
El terreno es mayormente plano con escasas elevaciones de poca importancia en los municipios de Cárdenas y Comalcalco. En la parte sur del municipio de Huimanguillo en las estribaciones de la Sierra Madre del Sur es donde se localizan las mayores elevaciones de esta subregión, destacando los cerros: Mono Pelado (900 m s. n. m.), La Pava y Las Flores.
Cuenta con una intensa actividad petrolera, ya que en el municipio de Paraíso se encuentra el puerto petrolero de Dos Bocas, en el municipio de Huimanguillo se localiza el Complejo Procesador de Gas de La Venta y en todos los municipios de esta subregión existen cientos de pozos productores. 
La Chontalpa es el principal productor en el estado, de cacao, caña de azúcar, piña, limón y naranja, también cuenta con dos de los tres ingenios azucareros existentes en el estado, y bastos campos ganaderos.
En cuanto al turismo, la Chontalpa cuenta con las dos zonas arqueológicas más importantes del estado La Venta (considerado el centro ceremonial más importante de la cultura Olmeca) y Comalcalco (única ciudad maya construida de ladrillo cocido). En esta subregión se localiza la famosa iglesia de Cupilco. Además cuenta con las playas del municipio de Paraíso como Balneario Paraíso, Nuevo Paraíso, Playa del Sol, Playa Bruja, Varadero, Playa Dorada y Puerto Chiltepec que son las más visitadas del estado. En Puerto Ceiba, existe un servicio de catamaranes que hacen recorridos por el río hasta la desembocadura al mar llegando a El Bellote lugar famoso por la gran cantidad de restaurantes de mariscos que existen. Mientras que en el municipio de Huimanguillo se localiza la zona arqueológica de Malpasito y el centro ecoturístico de Agua Selva que cuenta con cascadas y cabañas.

### Subregión Sierra
Como su nombre lo indica, la subregión de la Sierra es la zona más montañosa del estado y la más lluviosa; se localiza en el Sur del estado, en el límite con el estado de Chiapas. La ciudad más importante de esta subregión es la ciudad de Teapa.
Los municipios que la integran son:
- 1. Teapa

- 2. Jalapa

- 3. Tacotalpa

Esta subregión se encuentra dentro de la región hidrográfica del río Grijalva; a la que también pertenecen la Chontalpa y el Centro. Su superficie es de 1799,38 km², lo que representa el 7.35% del total del estado; y su población, según cifras del INEGI era de 136 248 habitantes en el año 2010, es decir, el 6.53% de la población total de la entidad.
La geografía de estos municipios concuerda más con la de la Sierra Madre de Chiapas que con la del resto de Tabasco pues, mientras que el relieve tabasqueño se caracteriza por ser plano y regular, esta zona presenta una gran concentración de elevaciones, ninguna de ellas mayor a los 1000 m s. n. m., el clima también varía en esta subregión, presentándose en la sierra algunas de las mayores precipitaciones anuales del país.
Es en esta subregión en donde se localiza el punto más elevado de Tabasco, siendo el cerro El Madrigal en el municipio de Tacotalpa, con una elevación de 900 m s. n. m. Igualmente, aquí se localiza la Reserva Ecológica Estatal Sierra de Tabasco que protege los últimos reductos de la selva tabasqueña.
Las actividades principales en esta subregión son la agricultura representada por grandes extensiones de plátano, ya que el municipio de Teapa es el principal productor en Tabasco de esta fruta (la cual se exporta a muchos países), papaya, palma de aceite, maíz y caña de azúcar. La ganadería también ocupa un lugar preponderante en esta zona.
En lo referente al turismo, la actividad más importante es el ecoturismo, ya que en el municipio de Tacotalpa se localiza el centro turístico Kolem-Jaa que cuenta con cabañas, tirolesa, canopy (el segundo más largo de Latinoamérica), pista comando, aviario, además de que se pueden realizar actividades como senderismo, bicicleta, recorrido en lancha y más. También en Tacotalpa está Tapijulapa declarado "Pueblo Mágico", Oxolotán donde se localiza un convento franciscano construido en 1633, y villa Luz, donde se localiza la famosa cueva de Las Sardinas con un lago interior habitado por peces ciegos. En el municipio de Teapa se localiza el balneario de El Azufre que cuenta con albercas naturales, cabañas y restaurante; también en Teapa se encuentran las Grutas de Coconá.

### Subregión Pantanos
Se localiza en la parte centro-noroeste del estado, y como su nombre lo indica, esta zona es donde se unen los ríos Grijalva y Usumacinta, formándose numerosas marismas, lagunas y pantanos al estancarse el agua debido al relieve plano y con poca o ninguna variación. La ciudad más importante de esta subregión es la ciudad de Macuspana.
Los municipios que la integran son:
- 1. Centla

- 2. Jonuta

- 3. Macuspana

Esta subregión se encuentra dentro de la región hidrográfica del Río Usumacinta; a la que también pertenece la subregión de los Ríos. Su superficie es de 6588,39 km², lo que representa el 33,74% del total del estado; y su población, según cifras del INEGI era de 284 753 habitantes en el año 2010, es decir, el 15,22% de la población total de la entidad.
Esta subregión se creó en 1993, por lo que algunos textos no la consideran, contando a sus municipios como pertenecientes a la región de los Ríos (Centla y Jonuta) o la Sierra (Macuspana).
Es en la subregión de "los Pantanos" donde se encuentra la Reserva de la biosfera de los Pantanos de Centla, patrimonio natural de la humanidad; la cual protege y conserva una extensión de 302.706 has de humedales, una de las áreas más extensas de Mesoamérica con este ecosistema.
Las principales actividades de esta región son la pesca y la ganadería, aunque también existe una fuerte actividad petrolera, ya que en los tres municipios existen una gran cantidad de campos productores de petróleo. En Macuspana se localiza el Complejo Procesador de Gas de CD. PEMEX, el cual es el principal productor de gas natural en México.
La industria está representada por una fábricaMacuspanade quesos y derivados lácteos en Jonuta.
En lo referente al turismo, el municipio de Centla cuenta con las playas de Miramar, Pico de Oro, El Bosque, Playa Azul y Pelícanos, las cuales son muy visitadas por turistas, también cuenta con el centro ecoturístico "Punta Manglar" y con la "Casa del Agua" en la reserva Pantanos de Centla en donde existen diversos servicios ecoturísticos como recorridos en lancha por la reserva, avistamiento de aves, museo, cabañas y restaurante. En el municipio de Jonuta, existe un museo que exhibe importantes piezas de la cultura maya extraídas de la antigua población maya que se asentó en el lugar. Y en el municipio de Macuspana se cuenta con el balneario y grutas de Agua Blanca en el que existen cascadas, albercas, baños, asadores y restaurante.

### Subregión Los Ríos
Se localiza en la parte más oriental del estado, en los límites con el estado de Campeche y la República de Guatemala. Se llama así por la gran cantidad de ríos que la cruzan, entre ellos, el río Usumacinta, el más caudaloso del país y el río San Pedro Mártir. La ciudad más importante de esta subregión, es la ciudad de Tenosique.
Los municipios que la integran son:
- 1. Emiliano Zapata

- 2. Balancán

- 3. Tenosique

En textos editados antes de 1993 se considera dentro de esta subregión también a los municipios de Centla y Jonuta, que ahora forman parte de la subregión de los Pantanos.
Esta subregión se encuentra dentro de la región hidrográfica del río Usumacinta; a la que también pertenece la subregión de los Pantanos. Su superficie es de 6234,2 km², lo que representa el 24.67% del total del estado; y su población, según cifras del INEGI era de 145 217 habitantes en el año 2010, es decir, el 6.24% de la población total de la entidad.
Las actividades más importantes en esta subregión son la ganadería, ya que en los tres municipios se cuenta con bastos ranchos ganaderos. En lo referente a la agricultura, destaca la producción de sandía en Emiliano Zapata, así como sorgo y arroz en Balancán y caña de azúcar en Tenosique, lugar en donde se localiza uno de los tres ingenios azucareros del estado.
El relieve es plano en Balancán y algunos lomeríos en Emiliano Zapata, mientras que en Tenosique existen zonas montañosas que no sobrepasan los 600 m s. n. m.
En esta subregión y específicamente en el municipio de Tenosique, se localiza la Reserva Ecológica Cañón del Usumacinta que cuenta con más de 45 000 hectáreas de zona protegida, y en la que existen gran cantidad de especies vegetales y animales (como el jaguar y el venado cola blanca) consideradas en peligro de extinción.
En lo referente al turismo, en el municipio de Tenosique existe las zonas arqueológicas de Pomoná y San Claudio, mientras que en Balancán se cuenta con las zonas arqueológicas de Santa Elena y la recién abierta al público Moral Reforma con su pirámide doble de 27 metros de altura, mientras que en la ciudad de Balancán de Domínguez se encuentra el museo arqueológico "Dr. José Gómez Panaco". También en el municipio de Balancán se localiza el balneario y reserva ecológica Cascadas de Reforma.